# Ctenus philippinensis
Ctenus philippinensis är en spindelart som beskrevs av F. O. Pickard-Cambridge 1897. Ctenus philippinensis ingår i släktet Ctenus och familjen Ctenidae.
Artens utbredningsområde är Filippinerna. Inga underarter finns listade i Catalogue of Life.